# Fiolentoren
De Fiolentoren was een verdedigingstoren van de middeleeuwse Nederlandse vestingstad Venlo.
De Fiolentoren was een van de zeven torens in de zuidoostelijke stadsmuur, ten noorden van de Keulse Poort. De toren wordt in 1385 voor het eerst genoemd; hij kreeg toen een weerhaan en is mogelijk ook in dat jaar gebouwd.
Ter plaatse liep langs de Venlose stadsmuur een 'klein straetje tusschen de huijser ende de stadtsmuure', dat vanaf de negentiende eeuw Vildersgats genoemd werd. Dat liep evenwijdig aan de stadsmuur in de richting van de Picardiemolen, ruwweg op de plaats van de Nassaustraat. Het huidige Vildersgats is daar een zijstraatje van, dat haaks op de vroegere stadsmuur loopt.
Bij de sloop in 1916 was de Fiolentoren de laatst overgebleven toren van de vestingmuur.